# مسجد خدیجه
مسجد خدیجه (به آلمانی: Khadija-Moschee) مسجدی در برلین، پایتخت آلمان و متعلق به انجمن مسلمانان جنبش احمدیه آلمان که با شیوه معماری مدرن بنا شده‌است.